# Сибирска есетра
Сибирската есетра (Acipenser baerii) е вид лъчеперка от семейство Есетрови (Acipenseridae). Видът е застрашен от изчезване.

## Разпространение
Видът е разпространен в Казахстан, Китай, Монголия и Русия.